# Rougeotiana stigmaticosta
Rougeotiana stigmaticosta är en fjärilsart som beskrevs av Louis Beethoven Prout 1928. Rougeotiana stigmaticosta ingår i släktet Rougeotiana och familjen mätare. Inga underarter finns listade.